# Kränzlin
Kränzlin ist ein Dorf in Brandenburg auf der Ruppiner Platte ungefähr fünf Kilometer westlich von Neuruppin und hat 515 Einwohner (Stand 2019). Es gehört zur Gemeinde Märkisch Linden im Landkreis Ostprignitz-Ruppin.

## Geschichte
Die Siedlung wird erstmals urkundlich 1291 als Krencelin erwähnt. Der Siedlungsname leitet sich von dem slawischen Personennamen Kranschela ab ("Siedlung eines Mannes namens Kranschela"). Um 1490 war Kränzlin ein Teil der im Kern reichsunmittelbaren Herrschaft Ruppin unter der Landesherrschaft der Grafen von Lindow-Ruppin.
„Wie beinah alle Güter im Ruppinschen, bestand auch Kränzlin aus einer ganzen Anzahl von Rittersitzen, und in den Jahrzehnten, die dem Dreißigjährigen Kriege vorausgingen, waren hier vier Familien ansässig: die von Leeste, von der Gröben, von Gühlen und von Fratz.“ Theodor Fontane fasst in einem Satz zusammen, was die Geschichte Kränzlins über Jahrhunderte bestimmt hat: die Landwirtschaft, zumal die der Rittergüter, auf denen sich die Landarbeiter verdingten. Im Jahre 1800 lebten in Kränzlin die Familien von neun Ganzbauern, sechs Halbbauern, fünf Kossäten, 33 Einliegern, fünf Handwerker, zwei Wirtsleuten und einem Förster. Bis 1849 gehörte Kränzlin zum Patrimonialgericht Neuruppin.
Kränzlin blieb viele Jahrhunderte ein Gutsdorf, aufgeteilt auf mehrere Rittergüter, um 1857 in Matrikeln dargestellt, Kraenzlin (damalige Schreibweise), Hr. von Ziet(h)en auf Radowitz, Kraenzlin, Hr. (Hermann) Scherz. Die Familie des preußischen Ökonomie-Rats Ernst Hermann Scherz war gut situiert und anerkannt, und so heiratete die Tochter Hedwig 1869 den später noch in den Freiherrenstand nobilitierten Oberstleutnant Hugo Otto Ewald von Eberstein. Beide Kränzliner Gutsfamilien entsendeten zur Erbhuldigung des preußischen Königs 1840 Vertreter.
Auf beiden Gütern wurden um 1875 Branntweinbrennereien betrieben und behielten gleichberechtigt den Status eines kreistagsfähigen Rittergutes. Kränzlin I blieb größtenteils in adeliger Hand, zuletzt lange dem briefadeligen Teil der Familie von Zieten-Wildberg-Radewitz, von Ziethen genannt. Hauptmann Hans Karl Ludwig von Ziethen (1808–1866) wurde 1838 als bereits 1816 legitimierter Sohn des Balthasar Joachim von Zieten-Wildberg in den preußischen Adelsstand erhoben und ehelichte im gleichen Jahr Mathilde von Ramin. Auch besaß er mehrere Besitzungen, die später auf die Nachfahren aufgeteilt wurden. Sein Sohn Viktor Wilhelm Hans von Ziethen war mit Cäcilie Gräfin Zieten verheiratet und lebte als Witwer in Berlin. Der Oberst war Ehrenritter des Johanniterordens und stiftete zur Erbregelung für Kränzlin einen Familienfideikommiss, diesen erbte sein Sohn Hans-Viktor, Jg. 1870. Kurz vor der großen Wirtschaftskrise gehörte Kränzlin I mit 459 ha Viktor von Ziethen mit Wohnsitz in Berlin. Dieses Rittergut Kränzlin I war an Dr. Christoph Ohly verpachtet. Familie Ohly hatte nach Unterlagen aus dem Brandenburgischen Landeshauptarchiv mit Kreditbelastungen zu tun und beantragte 1938 weitere Darlehen zum Bau von vier Werkwohnungen.
Besitzer von Kränzlin II mit Rittergut Söffin II samt 434 ha war die Familie Scherz, schon in der Mitte des 19. Jahrhunderts. Erich Scherz sen., Jg. 1864, erlernte nach dem Abitur die Landwirtschaft.

### Im Nationalsozialismus
Erich Scherz junior (* 28. Mai 1899; † N. N.), SA-Sturmführer und ab dem 1. Mai 1933 Mitglied Nr. 2.629.684 der NSDAP. Rittmeister a. D. Scherz ließ sein Gut ebenfalls teilweise verpachtet, respektive durch Inspektoren leiten. Für das Rittergut der Familie Scherz lag seit 1924 und bis 1947 führend eine Kreditakte vor.
In den Jahren 1942 bis 1944 starben hier mindestens vier polnische Männer, die als Zwangsarbeiter in der Landwirtschaft eingesetzt waren. Die Gräber der betroffenen waren bereits 1970 auf dem hiesigen Friedhof nicht mehr auffindbar, dafür jedoch das Grab eines weiteren Polen aus dem Jahre 1941. Dieses ist jedoch heute ebenfalls nicht mehr zu sehen.

### Nach 1945
1946 wurde der Rittergutsbesitz enteignet und an 119 Neubauern verteilt. Bereits 1953 mussten diese ihr Land wieder abtreten und in eine LPG einbringen.
Kränzlin schloss sich am 30. Dezember 1997 freiwillig mit weiteren selbständigen Gemeinden zur Gemeinde Märkisch Linden zusammen.

## Bevölkerungsentwicklung
Die höchste Einwohnerzahl hatte Kränzlin nach dem Zweiten Weltkrieg infolge der Aufnahme von Flüchtlingen und Vertriebenen vor allem aus Hinterpommern, West- und Ostpreußen und Schlesien.
| Jahr | Einwohner |
| ---- | --------- |
| 1766 | 278       |
| 1800 | 304       |
| 1840 | 448       |
| 1895 | 564       |
| 1925 | 481       |
| 1939 | 468       |
| 1946 | 728       |
| 1964 | 571       |
| 2006 | 450       |
| 2019 | 515       |

## Sehenswürdigkeiten

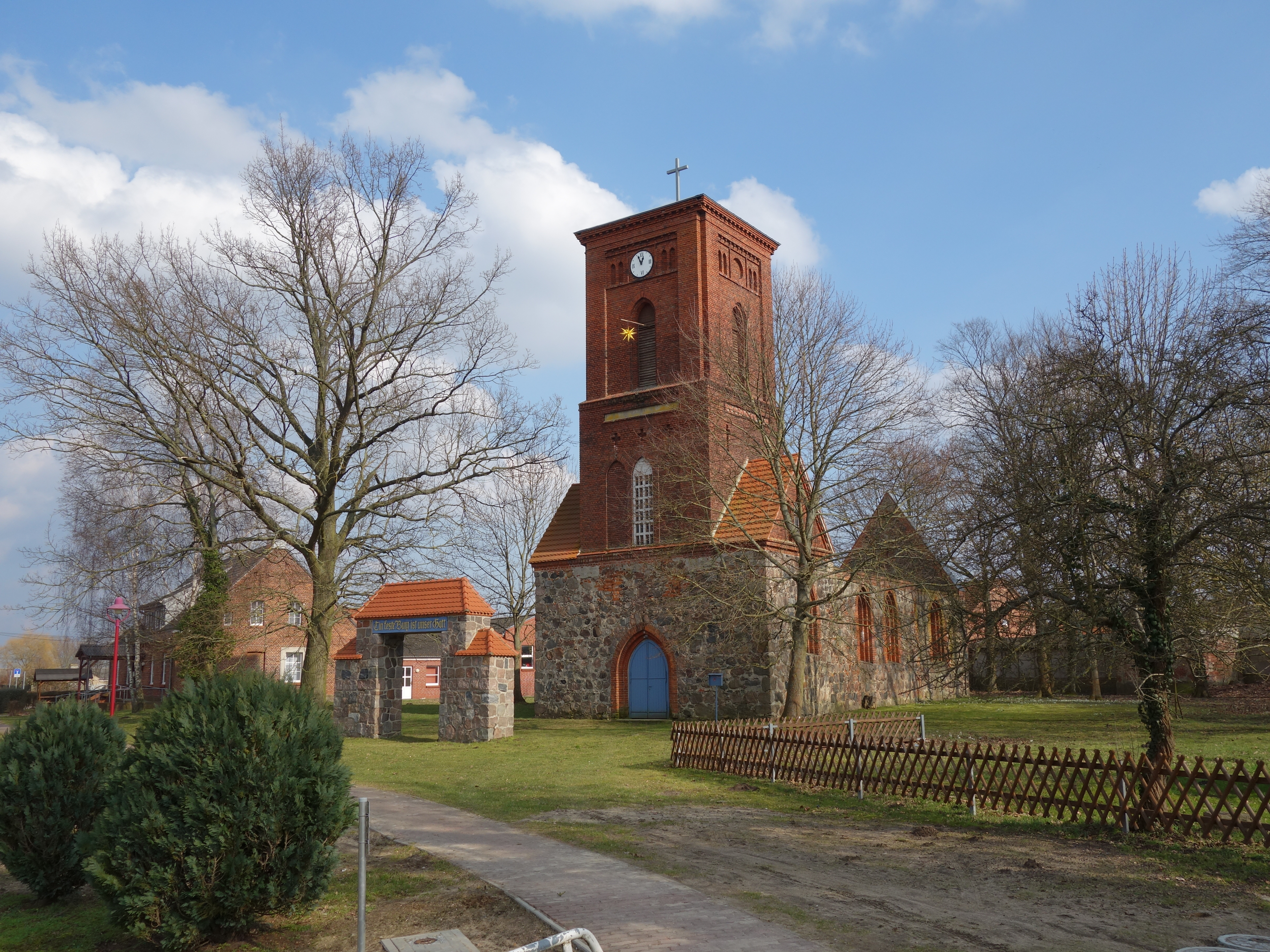
Dorfkirche

Eines der wenigen Wahrzeichen des Dorfes, die Kirche, wurde zu DDR-Zeiten stark beschädigt und seit der Deutschen Wiedervereinigung wieder teilweise instand gesetzt. Der Verein zur Förderung der Erhaltung und Wiederherstellung der Kirche in Kränzlin e. V. hat dazu einen wesentlichen Beitrag geleistet. So haben die Vereinsmitglieder die Erhaltung der Kirche unterstützt und tatkräftig mitgeholfen, die mittelalterliche Feldsteinkirche zu erhalten.
Neben der Kirche befindet sich das Pfarrhaus, in dessen Vorgängerbau Karl Friedrich Schinkel ein und aus ging, da seine ältere Schwester Sophie Eleonore Elisabeth mit dem hier von 1793 bis 1806 wirkenden Pfarrer Gotthilf Friedrich Tobias Wagner verheiratet war.
In seinem Buch „Norden“ beschreibt Louis-Ferdinand Céline diesen Ort und seine Einwohner. In den apokalyptischen Zuständen des Kriegsjahres 1944 werden alle gesellschaftlichen Schichten (Adel, Bürger, Bauern) als egoistisch und dekadent beschrieben. Célines anarchistisches Welt- und Menschenbild lässt die Einwohner von Kränzlin und Neuruppin in dieser Zeit alles andere als gut wegkommen.